# Simon le mage
Pour plus de détails, voir Fiche technique et Distribution.
Simon le mage (Simon mágus) est un film hongrois réalisé par Ildikó Enyedi, sorti en 1999. Il est présenté en sélection officielle au Festival international du film de Locarno en 1999.

## Fiche technique
- Titre original : Simon mágus
- Titre français : Simon le mage
- Réalisation et scénario : Ildikó Enyedi
- Photographie : Tibor Máthé
- Montage : Mária Rigó
- Pays d'origine : Hongrie
- Format : Couleurs - 35 mm - 1,66:1 - Dolby
- Genre : drame, fantasy
- Durée : 100 minutes
- Date de sortie :
  - 1999 :  Suisse (Festival international du film de Locarno)

## Distribution
- Péter Andorai : Simon
- Julie Delarme : Jeanne
- Péter Halász : Péter
- Hubert Koundé : Paul
- Mari Nagy : interprète
- Hervé Dubourjal : préfet
- Serge Merlin : docteur
- Daniel Merle : inspecteur
- Florent Vitse : détective
- Gergely Harmati : détective
- Michel Soignet : biologiste
- Nicolas Woirion : contrôleur
- Zoon Besse : ambulancier
- Odéon : réceptionniste